# Gäddtjärnen (Säfsnäs socken, Dalarna)
Gäddtjärnen är en sjö i Ludvika kommun i Dalarna och ingår i Göta älvs huvudavrinningsområde. Sjön har en area på 0,0821 kvadratkilometer och ligger 308,1 meter över havet. Sjön avvattnas av vattendraget Gäddbäcken.

## Delavrinningsområde
Gäddtjärnen ingår i det delavrinningsområde (665612-143440) som SMHI kallar för Utloppet av Hyttsjön. Medelhöjden är 299 meter över havet och ytan är 22,7 kvadratkilometer. Det finns inga avrinningsområden uppströms utan avrinningsområdet är högsta punkten. Gäddbäcken som avvattnar avrinningsområdet har biflödesordning 4, vilket innebär att vattnet flödar genom totalt 4 vattendrag innan det når havet efter 391 kilometer. Avrinningsområdet består mestadels av skog (76 procent) och sankmarker (10 procent). Avrinningsområdet har 1,51 kvadratkilometer vattenytor vilket ger det en sjöprocent på 6,6 procent.